# パルケ・ククルカン・アラモ
パルケ・ククルカン・アラモ（Parque Kukulcán Álamo）は、メキシコのユカタン州メリダにあるスタジアム。1981年1月10日に建設が開始され、1982年3月23日に開場した。旧名称は、パルケ・デ・ベイスボル・ククルカン（Parque de Béisbol Kukulcán）。13,600人収容。
主に野球に使用されており、リーガ・メヒカーナ・デ・ベイスボル（メキシコ夏季リーグ）のユカタン・ライオンズが開場以来本拠地にしている。フィールドは天然芝で、広さは両翼330フィート（約100.6メートル）、中堅400フィート（約121.9メートル）。2015年にリニューアルし、「パルケ・ククルカン・アラモ」に改称。